# Copa Paulista de Futebol de 2019
A Copa Paulista de Futebol de 2019, foi a 25.ª edição da competição. A Copa Paulista é o segundo torneio em importância a ser organizado pela Federação Paulista de Futebol. O intuito desse campeonato é ocupar durante o segundo semestre times que não tiveram sucesso ao longo da temporada, ou querem exercitar seu time reserva (no caso dos chamados "grandes").
Em 2019, a competição deu ao campeão o direito de escolha entre uma vaga na Copa do Brasil de 2020 ou a Série D de 2020, o vice-campeão ficou com a vaga restante. O São Caetano sagrou-se campeão ao vencer o XV de Piracicaba nas finais, e optou por disputar a Série D de 2020, restando ao XV de Piracicaba  uma vaga para a Copa do Brasil de 2020.

## Transmissão
O torneio a partir das suas semifinais teve direitos de transmissão da emissora de Canal pago Fox Sports Brasil . Os jogos foram transmitidos às 16h30min dos Sábados, a partir do dia 26 de outubro no canal de TV fechado.

## Critérios de participação
Têm vaga assegurada:
- Os 12 primeiros classificados da Série A1.
- Os 11 primeiros classificados da Série A2.
- Os 09 primeiros classificados da Série A3.
- Em caso de desistência, preenche a vaga o clube na classificação subsequente.
- Não poderão participar do campeonato as equipes rebaixadas da Série A3 de 2019 para a Série B de 2020.

## Fórmula de disputa
- Primeira fase. Participarão 24 clubes que formarão quatro grupos regionalizados, com seis times cada onde cada um dos times do mesmo grupo jogarão entre si, em turno e returno, classificando-se para a fase seguinte os quatro clubes mais bem colocados de cada grupo.
- Segunda fase. Os 16 clubes classificados formarão quatro grupos com quatro clubes cada e jogarão entre si, em turno e returno, classificando-se para a fase seguinte os dois clubes mais bem colocados de cada grupo.
- Terceira fase (quartas-de-final). Os oito clubes classificados formarão quatro grupos com dois clubes cada e jogarão entre si, em turno e returno, classificando-se para a fase seguinte o clube melhor colocado de cada grupo.
- Quarta fase (semifinal). Os quatro clubes classificados formarão dois grupos com dois clubes cada e jogarão entre si, em turno e returno, classificando-se para a fase seguinte o clube melhor colocado de cada grupo.
- Quinta fase (final). Os dois clubes classificados jogarão entre si, em turno e returno, para definir o clube campeão e vice-campeão.

## Participantes
| Equipe            | Cidade                | Classificação      | Estádio (mando)      | Capacidade | Títulos           |
| ----------------- | --------------------- | ------------------ | -------------------- | ---------- | ----------------- |
| Água Santa        | Diadema               | 3º colocado na A2  | Distrital do Inamar  | 10 000     | 0 (não possui)    |
| Atibaia           | Atibaia               | 9º colocado na A2  | Salvador Russani     | 3 000      | 0 (não possui)    |
| Batatais          | Batatais              | 12º colocado na A3 | Oswaldo Scatena      | 13 000     | 0 (não possui)    |
| Comercial         | Ribeirão Preto        | 7º colocado na A3  | Palma Travassos      | 18 277     | 0 (não possui)    |
| Corinthians       | São Paulo             | 1º colocado na A1  | José Liberatti       | 17 430     | 0 (não possui)    |
| Desportivo Brasil | Porto Feliz           | 4º colocado na A3  | Ernesto Rocco        | 5 120      | 0 (não possui)    |
| EC São Bernardo   | São Bernardo do Campo | 10º colocado na A3 | Primeiro de Maio     | 21 800     | 0 (não possui)    |
| Ferroviária       | Araraquara            | 7º colocado na A1  | Fonte Luminosa       | 20 000     | 2 (2006 e 2017)   |
| Grêmio Osasco     | Osasco                | 13º colocado na A3 | José Liberatti       | 18 277     | 0 (não possui)    |
| Inter de Limeira  | Limeira               | 2º colocado na A2  | Limeirão             | 18 000     | 0 (não possui)    |
| Juventus-SP       | São Paulo             | 7º colocado na A2  | Rua Javari           | 3 800      | 1 (2007)          |
| Linense           | Lins                  | 16º colocado na A2 | Gilbertão            | 15 770     | 1 (2015)          |
| Mirassol          | Mirassol              | 12º colocado na A1 | Maião                | 15 000     | 0 (não possui)    |
| Nacional-SP       | São Paulo             | 15º colocado na A2 | Nicolau Alayon       | 10 723     | 0 (não possui)    |
| Noroeste          | Bauru                 | 8º colocado na A3  | Alfredão             | 10 723     | 2 (2005 e 2012)   |
| Ponte Preta       | Campinas              | 9º colocado na A1  | Moisés Lucarelli     | 17 728     | 0 (não possui)    |
| Portuguesa        | São Paulo             | 11º colocado na A2 | Canindé              | 21 004     | 0 (não possui)    |
| Rio Claro         | Rio Claro             | 5º colocado na A2  | Dr. Augusto Schmidt  | 6 284      | 0 (não possui)    |
| Santo André       | Santo André           | 1º colocado na A2  | Bruno José Daniel    | 8 000      | 2 (2003) e (2014) |
| São Caetano       | São Caetano do Sul    | 15º colocado na A1 | Anacleto Campanella  | 16 744     | 0 (não possui)    |
| Taubaté           | Taubaté               | 8º colocado na A2  | Joaquinzão           | 9 600      | 0 (não possui)    |
| Velo Clube        | Rio Claro             | 5º colocado na A3  | Benitão              | 8 136      | 0 (não possui)    |
| Votuporanguense   | Votuporanga           | 13º colocado na A2 | Plínio Marin         | 8 145      | 1 (2018)          |
| XV de Piracicaba  | Piracicaba            | 4º colocado na A2  | Barão de Serra Negra | 18 000     | 1 (2016)          |

## Primeira Fase

### Grupo 1
| Classificação | Classificação   | Classificação | Classificação | Classificação | Classificação | Classificação | Classificação | Classificação | Classificação |
| Pos           | Equipes         | Pts           | J             | V             | E             | D             | GP            | GC            | SG            |
| ------------- | --------------- | ------------- | ------------- | ------------- | ------------- | ------------- | ------------- | ------------- | ------------- |
| 1             | Ferroviária     | 25            | 10            | 8             | 1             | 1             | 16            | 6             | +10           |
| 2             | Comercial       | 23            | 10            | 7             | 2             | 1             | 12            | 4             | +8            |
| 3             | Linense         | 12            | 10            | 2             | 6             | 2             | 8             | 6             | +2            |
| 4             | Mirassol        | 11            | 10            | 2             | 5             | 3             | 13            | 5             | +8            |
| 5             | Votuporanguense | 7             | 10            | 1             | 3             | 6             | 9             | 13            | –4            |
| 6             | Batatais        | 2*            | 10            | 0             | 2             | 8             | 4             | 28            | –24           |

| Resultados      | Resultados | Resultados | Resultados | Resultados | Resultados | Resultados |
| Equipe          | BAT        | COM        | FER        | LIN        | MIR        | VOT        |
| --------------- | ---------- | ---------- | ---------- | ---------- | ---------- | ---------- |
| Batatais        | —          | 1–2        | 0–2        | 0–0        | 0–5        | 0–3        |
| Comercial       | 3–0        | —          | 1–0        | 1–0        | 1–0        | 1–0        |
| Ferroviária     | 3–0        | 1–0        | —          | 2–2        | 1–0        | 1–0        |
| Linense         | 2–1        | 0–0        | 0–1        | —          | 0–0        | 3–0        |
| Mirassol        | 6–0        | 1–1        | 1–2        | 0–0        | —          | 1–1        |
| Votuporanguense | 2–2        | 1–2        | 2–3        | 1–1        | 0–0        | —          |

### Grupo 2
| Classificação | Classificação    | Classificação | Classificação | Classificação | Classificação | Classificação | Classificação | Classificação | Classificação |
| Pos           | Equipes          | Pts           | J             | V             | E             | D             | GP            | GC            | SG            |
| ------------- | ---------------- | ------------- | ------------- | ------------- | ------------- | ------------- | ------------- | ------------- | ------------- |
| 1             | XV de Piracicaba | 21            | 10            | 6             | 3             | 1             | 15            | 9             | +6            |
| 2             | Rio Claro        | 16            | 10            | 4             | 3             | 3             | 9             | 8             | +1            |
| 3             | Inter de Limeira | 14            | 10            | 3             | 5             | 2             | 10            | 10            | 0             |
| 4             | Atibaia          | 12            | 10            | 3             | 3             | 4             | 9             | 9             | 0             |
| 5             | Velo Clube       | 11            | 10            | 2             | 5             | 3             | 7             | 8             | –1            |
| 6             | Noroeste         | 7             | 10            | 2             | 1             | 7             | 10            | 16            | –6            |

| Resultados       | Resultados | Resultados | Resultados | Resultados | Resultados | Resultados | Resultados |
| Equipe           | ATI        | ITL        | NOR        | RCL        | VEL        | XVP        |            |
| ---------------- | ---------- | ---------- | ---------- | ---------- | ---------- | ---------- | ---------- |
| Atibaia          | —          | 1–1        | 2–1        | 0–1        | 0–1        | 1–1        |            |
| Inter de Limeira | 1–0        | —          | 3–2        | 1–1        | 1–1        | 1–1        |            |
| Noroeste         | 2–1        | 0–1        | —          | 0–1        | 2–1        | 1–3        |            |
| Rio Claro        | 0–2        | 1–1        | 1–0        | —          | 2–0        | 1–2        |            |
| Velo Clube       | 0–0        | 2–0        | 1–1        | 0–0        | —          | 1–1        |            |
| XV de Piracicaba | 1–2        | 1–0        | 2–1        | 2–1        | 1–0        | —          |            |

### Grupo 3
| Classificação | Classificação     | Classificação | Classificação | Classificação | Classificação | Classificação | Classificação | Classificação | Classificação |
| Pos           | Equipes           | Pts           | J             | V             | E             | D             | GP            | GC            | SG            |
| ------------- | ----------------- | ------------- | ------------- | ------------- | ------------- | ------------- | ------------- | ------------- | ------------- |
| 1             | Juventus-SP       | 18            | 10            | 6             | 0             | 4             | 10            | 8             | +2            |
| 2             | Taubaté           | 18            | 10            | 5             | 3             | 2             | 7             | 4             | +3            |
| 3             | Nacional-SP       | 13            | 10            | 4             | 3             | 3             | 9             | 10            | –1            |
| 4             | Desportivo Brasil | 12            | 10            | 3             | 3             | 4             | 10            | 9             | +1            |
| 5             | Corinthians       | 11            | 10            | 3             | 2             | 5             | 8             | 10            | –2            |
| 6             | Portuguesa        | 11            | 10            | 3             | 2             | 5             | 8             | 11            | –3            |

| Resultados        | Resultados | Resultados | Resultados | Resultados | Resultados | Resultados | Resultados |
| Equipe            | COR        | DBR        | JUV        | NAC        | POR        | TAU        |            |
| ----------------- | ---------- | ---------- | ---------- | ---------- | ---------- | ---------- | ---------- |
| Corinthians       | —          | 2–0        | 0–1        | 1–1        | 1–0        | 2–1        |            |
| Desportivo Brasil | 2–0        | —          | 1–2        | 0–0        | 1–1        | 0–1        |            |
| Juventus-SP       | 2–1        | 1–0        | —          | 1–2        | 1–0        | 0–1        |            |
| Nacional-SP       | 0–0        | 1–2        | 1–2        | —          | 3–2        | 0–0        |            |
| Portuguesa        | 2–1        | 0–3        | 1–0        | 2–0        | —          | 0–1        |            |
| Taubaté           | 2–1        | 1–1        | 1–0        | 0–1        | 0–0        | —          |            |

### Grupo 4
| Classificação | Classificação   | Classificação | Classificação | Classificação | Classificação | Classificação | Classificação | Classificação | Classificação |
| Pos           | Equipes         | Pts           | J             | V             | E             | D             | GP            | GC            | SG            |
| ------------- | --------------- | ------------- | ------------- | ------------- | ------------- | ------------- | ------------- | ------------- | ------------- |
| 1             | São Caetano     | 20            | 10            | 6             | 2             | 2             | 15            | 6             | +9            |
| 2             | Água Santa      | 18            | 10            | 5             | 3             | 2             | 10            | 6             | +4            |
| 3             | EC São Bernardo | 17            | 10            | 5             | 2             | 3             | 14            | 6             | +8            |
| 4             | Santo André     | 12            | 10            | 3             | 3             | 4             | 7             | 10            | –3            |
| 5             | Ponte Preta     | 10            | 10            | 3             | 1             | 6             | 7             | 13            | –6            |
| 6             | Grêmio Osasco   | 7             | 10            | 2             | 1             | 7             | 5             | 17            | –12           |

| Resultados      | Resultados | Resultados | Resultados | Resultados | Resultados | Resultados | Resultados |
| Equipe          | AGS        | ECB        | GEO        | PON        | SAN        | SCA        |            |
| --------------- | ---------- | ---------- | ---------- | ---------- | ---------- | ---------- | ---------- |
| Água Santa      | —          | 0–1        | 1–0        | 2–1        | 0–0        | 1–2        |            |
| EC São Bernardo | 1–1        | —          | 2–0        | 3–0        | 0–1        | 1–2        |            |
| Grêmio Osasco   | 0–2        | 1–0        | —          | 0–2        | 1–0        | 0–5        |            |
| Ponte Preta     | 0–1        | 0–2        | 2–1        | —          | 2–1        | 0–1        |            |
| Santo André     | 0–0        | 0–3        | 2–2        | 2–0        | —          | 1–0        |            |
| São Caetano     | 1–2        | 1–1        | 1–0        | 0–0        | 2–0        | —          |            |

## Grupo 5
| Classificação | Classificação   | Classificação | Classificação | Classificação | Classificação | Classificação | Classificação | Classificação | Classificação |
| Pos           | Equipes         | Pts           | J             | V             | E             | D             | GP            | GC            | SG            |
| ------------- | --------------- | ------------- | ------------- | ------------- | ------------- | ------------- | ------------- | ------------- | ------------- |
| 1             | EC São Bernardo | 11            | 6             | 3             | 2             | 1             | 5             | 2             | +3            |
| 2             | Ferroviária     | 11            | 6             | 3             | 2             | 1             | 7             | 5             | +2            |
| 3             | Atibaia         | 5             | 6             | 1             | 2             | 3             | 4             | 5             | -1            |
| 4             | Taubaté         | 5             | 6             | 1             | 2             | 3             | 4             | 8             | -4            |

| Atibaia         | —   | 0–0 | 1–2 | 2–0 |
| Ferroviária     | 2–1 | —   | 0–0 | 2–1 |
| EC São Bernardo | 1–0 | 0–1 | —   | 0–0 |
| Taubaté         | 0–0 | 3–2 | 0–2 | —   |

## Grupo 6
| Classificação | Classificação    | Classificação | Classificação | Classificação | Classificação | Classificação | Classificação | Classificação | Classificação |
| Pos           | Equipes          | Pts           | J             | V             | E             | D             | GP            | GC            | SG            |
| ------------- | ---------------- | ------------- | ------------- | ------------- | ------------- | ------------- | ------------- | ------------- | ------------- |
| 1             | Mirassol         | 18            | 6             | 6             | 0             | 0             | 14            | 5             | +9            |
| 2             | XV de Piracicaba | 10            | 6             | 3             | 1             | 2             | 11            | 7             | +4            |
| 3             | Água Santa       | 5             | 6             | 1             | 2             | 3             | 8             | 9             | –1            |
| 4             | Nacional-SP      | 1             | 6             | 0             | 1             | 5             | 4             | 16            | –12           |

| Água Santa       | —   | 1–2 | 4–1 | 2–3 |
| Mirassol         | 3–1 | —   | 3–1 | 2–0 |
| Nacional-SP      | 0–0 | 1–2 | —   | 0–3 |
| XV de Piracicaba | 0–0 | 1–2 | 4–1 | —   |

## Grupo 7
| Classificação | Classificação    | Classificação | Classificação | Classificação | Classificação | Classificação | Classificação | Classificação | Classificação |
| Pos           | Equipes          | Pts           | J             | V             | E             | D             | GP            | GC            | SG            |
| ------------- | ---------------- | ------------- | ------------- | ------------- | ------------- | ------------- | ------------- | ------------- | ------------- |
| 1             | Comercial        | 11            | 6             | 3             | 2             | 1             | 6             | 4             | +2            |
| 2             | Santo André      | 8             | 6             | 2             | 2             | 2             | 4             | 3             | +1            |
| 3             | Juventus-SP      | 8             | 6             | 2             | 2             | 2             | 3             | 3             | 0             |
| 4             | Inter de Limeira | 6             | 6             | 2             | 0             | 4             | 5             | 8             | –3            |

| Comercial        | —   | 3–2 | 1–0 | 0–1 |
| Inter de Limeira | 0–1 | —   | 1–0 | 2–1 |
| Juventus-SP      | 1–1 | 1–0 | —   | 1–0 |
| Santo André      | 0–0 | 2–0 | 0–0 | —   |

## Grupo 8
| Classificação | Classificação     | Classificação | Classificação | Classificação | Classificação | Classificação | Classificação | Classificação | Classificação |
| Pos           | Equipes           | Pts           | J             | V             | E             | D             | GP            | GC            | SG            |
| ------------- | ----------------- | ------------- | ------------- | ------------- | ------------- | ------------- | ------------- | ------------- | ------------- |
| 1             | São Caetano       | 12            | 6             | 3             | 3             | 0             | 6             | 2             | +3            |
| 2             | Linense           | 7             | 6             | 1             | 4             | 1             | 5             | 5             | 0             |
| 3             | Rio Claro         | 6             | 6             | 1             | 3             | 2             | 4             | 6             | –2            |
| 4             | Desportivo Brasil | 5             | 6             | 1             | 2             | 3             | 5             | 7             | –2            |

| Desportivo Brasil | —   | 1–1 | 0–2 | 2–0 |
| Linense           | 1–1 | —   | 0–0 | 2–1 |
| São Caetano       | 1–0 | 2–1 | —   | 0–0 |
| Rio Claro         | 2–1 | 0–0 | 1–1 | —   |

## Terceira Fase

### Grupo 9
| Classificação | Classificação    | Classificação | Classificação | Classificação | Classificação | Classificação | Classificação | Classificação | Classificação |
| Pos           | Equipes          | Pts           | J             | V             | E             | D             | GP            | GC            | SG            |
| ------------- | ---------------- | ------------- | ------------- | ------------- | ------------- | ------------- | ------------- | ------------- | ------------- |
| 1             | EC São Bernardo  | 11            | 6             | 3             | 2             | 1             | 12            | 7             | +5            |
| 2             | XV de Piracicaba | 11            | 6             | 3             | 2             | 1             | 9             | 5             | +4            |
| 3             | Comercial        | 5             | 6             | 2             | 2             | 2             | 4             | 6             | –2            |
| 4             | Linense          | 3             | 6             | 1             | 0             | 5             | 8             | 15            | –7            |

| Comercial        | —   | 3–1 | 0–0 | 0–0 |
| Linense          | 0–1 | —   | 2–3 | 3–1 |
| EC São Bernardo  | 2–0 | 5–2 | —   | 0–0 |
| XV de Piracicaba | 3–0 | 2–0 | 3–2 | —   |

### Grupo 10
| Classificação | Classificação | Classificação | Classificação | Classificação | Classificação | Classificação | Classificação | Classificação | Classificação |
| Pos           | Equipes       | Pts           | J             | V             | E             | D             | GP            | GC            | SG            |
| ------------- | ------------- | ------------- | ------------- | ------------- | ------------- | ------------- | ------------- | ------------- | ------------- |
| 1             | São Caetano   | 13            | 6             | 4             | 1             | 1             | 9             | 4             | +5            |
| 2             | Mirassol      | 11            | 6             | 3             | 2             | 1             | 8             | 6             | +2            |
| 3             | Ferroviária   | 7             | 6             | 2             | 1             | 3             | 7             | 7             | 0             |
| 4             | Santo André   | 3             | 6             | 1             | 0             | 5             | 4             | 11            | –7            |

| Ferroviária | —   | 1–2 | 1–0 | 1–2 |
| Mirassol    | 0–0 | —   | 2–1 | 0–0 |
| Santo André | 0–2 | 2–0 | —   | 1–2 |
| São Caetano | 1–0 | 0–2 | 4–0 | —   |

## Fase Final
Em itálico os times mandantes no jogo de ida e em negrito os times classificados
|  | Semifinais       | Semifinais  | Semifinais | Semifinais |   |                  | Final | Final | Final | Final |
|  |                  |             |            |            |   |                  |       |       |       |       |
|  | Mirassol         | 2           | 0          | 2          |   |                  |       |       |       |       |
|  | XV de Piracicaba | 2           | 1          | 3          |   |                  |       |       |       |       |
|  | XV de Piracicaba | 2           | 1          | 3          |   | XV de Piracicaba | 2     | 1     | 3     |       |
|  |                  |             |            |            |   | XV de Piracicaba | 2     | 1     | 3     |       |
|  |                  | São Caetano | 3          | 1          | 4 |                  |       |       |       |       |
|  | EC São Bernardo  | São Caetano | 3          | 1          | 4 | 2                | 0     | 2     |       |       |
|  | EC São Bernardo  |             |            |            |   | 2                | 0     | 2     |       |       |
|  | São Caetano      | 2           | 1          | 3          |   |                  |       |       |       |       |